# Epipsychidion
Epipsychidion est une œuvre poétique majeure publiée en 1821 par Percy Bysshe Shelley. Elle a comme sous-titre : « Verses addressed to the noble and unfortunate Lady, Emilia V--, now imprisoned in the convent of -- » (« Couplets adressés à noble et infortunée dame Emilia V..., maintenant emprisonnée au couvent de... »). Le titre signifie en grec « au sujet d'une petite âme », où ἐπί, epí signifie « autour de », et ψῡχίδιον, psychidion « petite âme ».

## Contexte

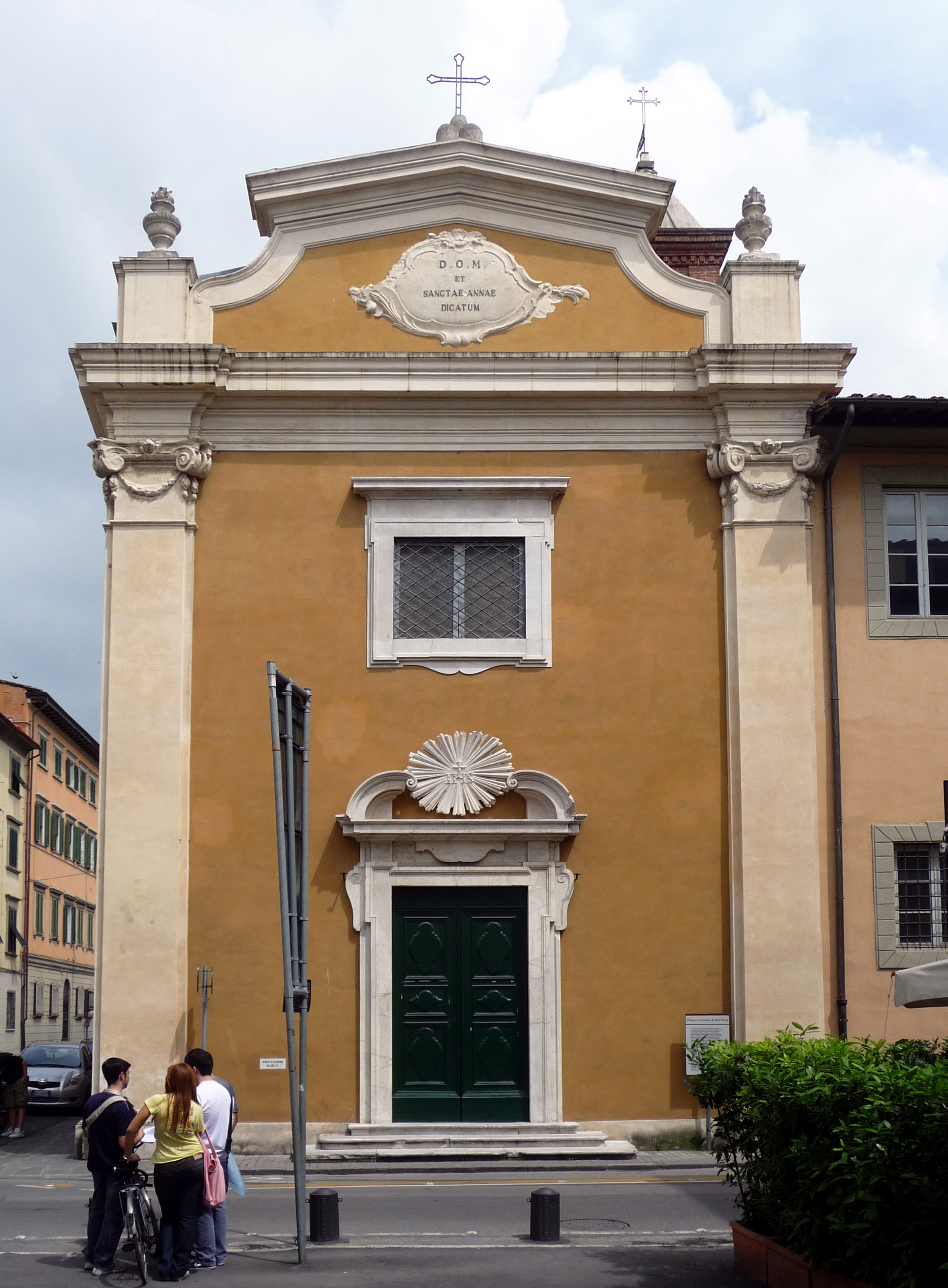
Façade de l'église et du couvent Sant'Anna de Pise.

Le poème se compose de 604 vers écrits à Pise en janvier et février 1821 ; il a été publié de façon anonyme par Charles et James Ollier, de Londres, en 1821 également. L’œuvre a été rédigée pour Teresa Viviani, que Percy Bysshe Shelley avait rencontrée en 1820 alors qu'elle était « emprisonnée » par sa famille dans un couvent proche de Pise, en Italie.
La comtesse Teresa Viviani, fille du gouverneur de Pise, était alors âgée de dix-neuf ans. Son père l'avait mise au couvent de Sainte-Anne (devenu aujourd'hui l'École supérieure Sainte-Anne de Pise). L'église et le couvent de Sainte-Anne de Pise avaient été fondés en 1406, et l'église avait été achevée en 1426 par l'ordre des Sœurs bénédictines. À plusieurs reprises, Shelley lui avait rendu visite, et avait entretenu avec elle une brève correspondance. Après la publication à Londres du poème par Charles et James Ollier, Shelley leur avait demandé son retrait ; une explication à cette demande de retrait est peut-être la crainte qu'avait Shelley de voir le poème interprété par ses lecteurs comme étant autobiographique. D'ailleurs, Shelley en parlait comme d'« une histoire idéalisée de ma vie et de mes sentiments » (« an idealized history of my life and feelings »), et le poème contient plusieurs éléments autobiographiques.

## Thème
Le thème de l’œuvre est une méditation sur la nature de l'amour idéal. Shelley plaide en faveur de l'amour libre, en critiquant le mariage traditionnel, qu'il décrit comme « le voyage le plus lassant et le plus long qui soit » (« the weariest and the longest journey »).
Epipsychidion s'ouvre par une invocation à Emilia, qui figure une sœur spirituelle du locuteur. Il s'adresse à elle comme à un « oiseau captif » (« captive bird ») pour le nid duquel son poème formera comme de doux pétales de rose. Il parle d'elle comme d'un ange de lumière, la lumière de la lune vue au travers de nuages de notre monde mortel, une étoile au-delà de toutes les tempêtes.

## Traductions en français
- Le poème a été en partie traduit dans l'ouvrage Shelley, par Stephen Spender, Éditions Seghers, collection Écrivains d'hier et d'aujourd'hui, n°17, 1964.

## Mise en musique
En 2004, la compositrice suédoise Maria Ljungdahl écrit une partition pour quatuor ou quintette à cordes inspiré du poème intitulé Epipsychidion - une âme à l'intérieur d'une âme, d'après un poème de P. B. Shelley (1821).